# Mladinska pesem Evrovizije 2009
Mladinska Evrovizija 2009 je bila 7. Mladinska Evrovizija zapored. Potekala je v Palači športa v ukrajinskem Kijevu 21. novembra 2009. Na tekmovanju je sodelovalo 13 držav. Na tekmovanju je zmagal Ralf Mackenbach iz Nizozemske s pesmijo »Click Clack«. S 14 leti je postal najstarejša oseba, ki je zmagala na Mladinski Evroviziji.